# Пам'ятник усмішці
Пам'ятник усмішці — пам'ятник, який розташований на вул. Вірменській у Львові (біля кафе «Дзига») і являє собою невелику скульптуру, що зображає усміхнену бронзову рибку з плавниками у формі людських рук. Потисніть одну з них, і ваша мрія неодмінно збудеться, але тільки якщо ви прийшли з добрими намірами і настроєм[джерело?].
Автор пам'ятника — скульптор Олег Дергачов. Вважається єдиним у світі пам'ятником «Усмішці» (риба, яка сміється), подарований Львову з нагоди відкриття II Міжнародного симпозіуму карикатури[джерело?]. Це найменший пам'ятник, що існує у Львові.
Автор так пояснив ідею пам'ятника: 
| Весь гумор полягає в тому, що це — остання усмішка людини, котра тоне в болоті. Вона вже вся внизу, її засмоктала трясовина, і останнє, що в неї залишилося, — усмішка…[4] |
За творчою концепцією він має змінюватися кожних 7 років.